# Хамид Таки
Хамид Таки (на албански: Hamid Taqi) е югославски партизанин, участник в комунистическата съпротива във Вардарска Македония.

## Биография
Роден е на 8 май 1924 година в кумановското село Ваксинце. През 1941 година се включва в комунистическата съпротива. През 1943 година става член на Македонската комунистическа партия. Известно време е заместник-политически комисар и комисар на батальон. До 1948 година е в Югославската народна армия. След това завършва Висшата политическа школа „Джуро Джакович“ в Белград. Отделно от това учи във Философския факултет на Белградския университет. Сред по-важните политически длъжности, които изпълнява е член на Бюрото на Областния комитет на МКП, секретар на Областния народен комитет и Околийският народен комитет за Куманово. Извество време е директор на рудник и председател на Събранието на община в село Липково. Членува в ЦК на МКП, както и известно време е секретар на Републиканския комитет на СЗБНОВ. Носител е на Партизански възпоменателен медал 1941 година.